# Chautla, Guerrero
Chautla är en ort i Mexiko.   Den ligger i kommunen Chilapa de Álvarez och delstaten Guerrero, i den södra delen av landet, 210 km söder om huvudstaden Mexico City. Chautla ligger 1 527 meter över havet och antalet invånare är 341.
Terrängen runt Chautla är kuperad, och sluttar österut. Runt Chautla är det ganska glesbefolkat, med 42 invånare per kvadratkilometer. Närmaste större samhälle är Chilapa de Alvarez, 3,4 km nordost om Chautla. Omgivningarna runt Chautla är en mosaik av jordbruksmark och naturlig växtlighet.